# Rajski vrt (krajobrazna arhitektura)
Rajski vrt je oblik vrta staroiranskog podrijetla, posebice ahemenidskog. Izvorno je bio imenovan jednom imenicom značenja "ozidanim sastojkom vrta", od "pairi" ("okolo") i "daeza" ili "diz" ("zid", "opeka" ili "oblik"), Ksenofont je grecizirao perzijski izraz "pairi-daeza" u "paradeisos". Zamisao zatvorenog vrta često se referira kao rajski vrt zbog dodatnih indoeuropskih konotacija.

## Daljnja literatura
- Lehrman, Jonas Benzion (1980). Earthly paradise: garden and courtyard in Islam. University of California Press. ISBN 0520043634. (eng.)
- Villiers-Stuart, C. M. (1913). The Gardens of the Great Mughals. Adam and Charles Black, London. Online tekst i povijest indijskih vrtova. (eng.)